# Арагон
Арагон (араг. Aragon; шп. Aragón; кат. Aragó) је аутономна заједница на североистоку Шпаније. На северу се граничи са Француском, на истоку са Каталонијом, на југу са Валенсијом и на западу са Кастиља-Ла Манчом, Кастиља и Леон, Риохом и Наваром. Главни град је Сарагоса.
Област данашње аутономне заједнице одговара некадашњем краљевству Арагон у ужем смислу, које је своје име добило по реци Арагон.

## Географија
На северу Арагона су Пиринеји, чији се главни гребен пружа читавом дужином северне границе аутономне заједнице. Кроз равнице централног Арагона својим средњим током протиче река Ебро, чијој области припада велики део региона.

### Реке
Остале значајне реке у региону су, поред Ебра, Арагон, Гаљего, Сегре (све три су леве притоке Ебра), Синка (притока Сегра), Халон (десна притока), Хилока (притока Халона) као и Михарес и Турија које од југа Арагона преко Валенсије одводњавају регион у Средоземно море.

## Становништво
Арагон припада најређе насељеним регионима Шпаније. Највећи град је главни град Сарагоса у коме живи половина становништва Арагона.
| 1970.     | 1981.     | 1991.     | 2001.     | 2011.     |
| --------- | --------- | --------- | --------- | --------- |
| 1.152.708 | 1.213.099 | 1.221.546 | 1.204.215 | 1.344.509 |

## Језик
Поред шпанског језика, у неким долинама Пиринеја говори се арагонски језик, а у одређеним областима на истоку Арагона ближе граници Каталоније говори каталонски.

## Највећи градови
- Сарагоса (620.419)
- Уеска (47.923)
- Теруел (31.506)
- Калатајуд (18.531)
- Ехеа де лос Кабаљерос (16.183)
- Барбастро (15.592)
- Монсон (15.457)
- Алкањис (13.708)
- Фрага (13.035)
- Хака (12.322)
- Утебо (12.100)
- Тарасона (10.667)

## Политичко уређење
Арагон обухвата три покрајине, а то су Уеска, Сарагоса и Теруел.

## Историја
Ова област је од 201. године пре Христа припадала римској провинцији Тараконесис све до 415. када су је освојили Западни Готи.

### Грофовија Арагон
Након кратког периода владавине Мавара један део области био је 812. слободан. Тада је створена грофовина Арагон чији је први гроф био Азнар. Када је на почетку 10. века и последњи гроф умро, Арагоном је владао Санчо III, краљ Наваре, од 970. до 1035. године.

### Краљевина Арагон
После смрти Санча III 1035, Арагон је наследио његов син Рамиро I са намером да створи своју краљевину. Рамиро I је проширио своју област у којој је владао и која се простирала до Хакетаније, великим делом успешним борбама против Мавара.
Његови следбеници Санчо Рамирез (1063—1094) и Педро I (1094—1104) водили су успешан рат против Мавара. Под вођством Алфонса I (1104—1134), војска је 1118. освојила Сарагосу и уздигла га на ранг главног града Арагона.
Алфонс I је тестаментом земљу препустио витезима, али то у Арагону није било прихваћено. Његов брат, Рамиро II, монах, који је у то време био бискуп Рода-Барбастре, проглашен је за краља. Он је оженио Инес Питу, француску удовицу племићког порекла, са којом је 11. августа 1136. добио ћерку Петронилу. 1137. Рамиро II је обезбедио наследника трона веривши Петронилу за грофа Рамона Беренгера IV од Барселоне (брак је био закључен 1150, када је Петронила имала 14 година). Нешто касније Петронила је постала краљица, а Рамон Беренгер IV гроф Барселоне и принц Арагона, што је убрзало уједињење Арагона са Каталонијом. Рамиро II се вратио у манастир.

#### Уједињење Каталоније и Арагона
Син Петрониле и Рамона, Алфонсо II, преузео је 1162. године као гроф Алфонс I власт у Каталонији и после абдикације његове мајке, 1164, краљевску круну Арагона, који је остао уједињен са Каталонијом. Таква новонастала заједница која је, поред Арагона, обухватала и Каталонију, а касније се проширила и на велики део Средоземља, позната је под називом Круна Арагона.
Унутар заједнице постојале су засебне области: Краљевина Арагон у ужем смислу, Каталонија и касније Краљевина Валенсија, као и друге области. Њихова самосталност и слобода у политичком смислу прекинута је стварањем шпанске монархије.
Круна Арагона је била, после Кастиље, друго најважније краљевство на Иберијском полуострву. Пере II је владао од 1196. до 1213. године. Ђауме I (1213—1276) издао је устав и решио да подели земљу својим синовима, али они нису могли да се усагласе.
Најстарији син, Пере III, освојио је 1282. Сицилију, али овај поход се развио у рат са Француском. Ово је довело до несугласица и размирица због финансијских проблема због чега се морао да се уведе порез, али убрзо, 1283, су људи захтевали стару слободу. Они су изнудили од краља посебне привилегије за Сарагосу. 1285. Педров старији син, Алфонсо III, је послао свог стрица Ђаумеа II на Мајорку и започео рат са Кастиљом и Француском који је дуго трајао. Алфонса је наследио Ђауме II (1291—1327) који је чврсто ујединио шпанско царство.
Наследник Ђаумеа II, Алфонсо IV (1327—1336), се борио против Ђеновљана и заједно са Алфонсом XI од Кастиље водио успешне борбе против Мавара. Пере IV (1336—1387) је окончао рат са Ђеновом који је веома нашкодио трговцима Арагона. Он је поново ујединио Мајорку (1344) са Арагоном, али је зато делимично изгубио Сардинију. 1348. године се борио код Епила и освојио ново утврђење.
Његов син, Ђоан I (1387—1396) је изгубио целу Сардинију. Након смрти Ђоана и његовог брата Мартина I (1396—1410), многи су се борили за власт, али је за краља изабран Фернандо I од Кастиље (1412—1416), Ђоанов нећак.
После Фернанда на власт је дошао његов син Алфонсо V (1416—1458) који је управу препустио супрузи Марији од Кастиље и свом брату Хуану док је он водио ратове. Арагону је прикључио Сицилију и Напуљ.
Арагон заједно са Сардинијом, Сицилијом и Балеарима наследио је Хуан II (1458—1479), који је по својој жени, Бланки, био краљ Наваре. Он је умро 1479. године.
Од посебног значаја је уставна историја Арагона, када се покренуло питање образовања грађанства. Већ 1118. године грађани Сарагосе добили су многа права.
Градови Арагона и Кастиље увек су се трудили да очувају своје привилегије и слободу. Влада Арагона, коју су чинили заступници више (ricos hombres) и ниже (infanzones, caballeros, hidalgos) класе, одлучивала је о рату и слободи, савезима и нагодбама, порезима, новцу, новим и старим законима, пресудама суда.

### Католички краљеви
Хуана III наследио је син Фернандо II који се 1469. оженио Изабелом од Кастиље и тако створио Краљевину Шпанију.

### Шпански рат за независност
У рату у 19. веку Арагон је поново показао велику храброст, а посебно главни град Сарагоса 1808/1809. године приликом опсаде Наполеонових трупа.

### Шпански грађански рат
За време шпанског грађанског рата вођене су жестоке борбе на југу Арагона, од којих су најпознатије битка код Белћите вођена у септембру и октобру 1937. и битка код Теруела вођена у периоду између децембра 1937. и фебруара 1938. године.

## Аутономија
10. августа 1982. године краљ Хуан Карлос I и председник министарства Леополдо Калво-Сотело потписали су закон по коме Арагон добија аутономни статус.

## Привреда
По статистикама из 2003. године привредна производња у Арагону је за 4% већа од просека Европске уније.

## Галерија
- Долина Пинета
- Пала де Ип, покрајина Уеска
- Сијера Тенденера
- Албарасин, покрајина Теруел
- Дарока, тврђава
- Катедрала у Сарагоси у предвечерје